# نبرد یورک (۸۶۷)
نبرد یورک (به لاتین: Battle of York) بین وایکینگ‌ها و پادشاهی آنگلوساکسون نورثامبریا در ۲۱ مارس ۸۶۷ در شهر یورک درگرفت.
یورک که قبلاً توسط امپراتوری روم کنترل می‌شد، توسط آنگلوساکسون‌ها تصرف و به پایتخت پادشاهی نورثامبریا تبدیل شده بود. در سال ۸۶۶ این پادشاهی در میانه یک جنگ داخلی بود که آلا و اوزبرت هر دو ادعای تاج را داشتند. وایکینگ‌ها که به سواحل شرقی جزایر بریتانیا به رهبری اوبا و ایوار رسیده بودند توانستند شهر را تصرف‌کنند.
در بهار ۸۶۷ آلا و آزبرت در تلاشی برای بیرون راندن وایکینگ‌ها از یورک متحد شدند. علی‌رغم اینکه نورثامبریایی‌ها توانستند به داخل دیوارها راه پیدا کنند، نبرد بدون موفقیت به پایان رسید و آلا و اوزبرت هردو کشته شدند.
پس از پیروزی، وایکینگ‌ها ابتدا یک پادشاه دست نشانده به نام اکبرت قرار دادند، اما بعداً پادشاهی یورویک با مرکزیت یورک را ایجاد کردند.

## زمینه

### یورک

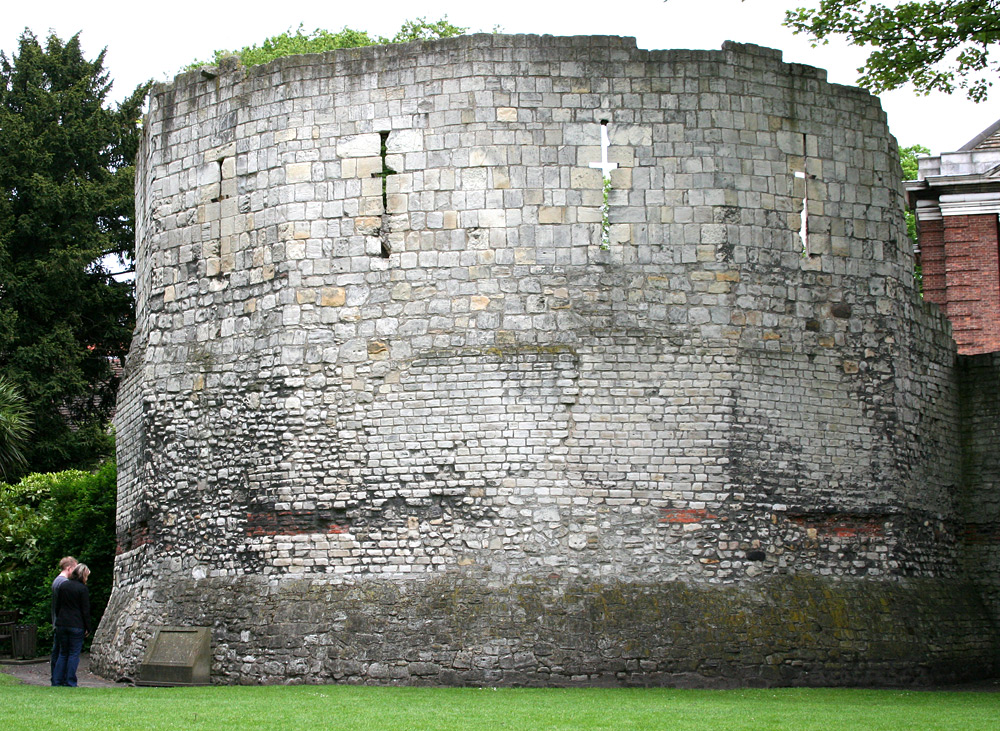
برج چندگوش، بخشی از دیوار رومی یورک

یورک که با نام Eoferwic شناخته می‌شود، پس از ترک امپراتوری روم در قرن پنجم توسط آنگلوساکسون‌ها تصرف شد.  این شهر به پایتخت پادشاهی نورثامبریا تبدیل شد که هم نیازهای پادشاه و هم اسقف اعظم یورک را برآورده می‌کرد.  تا سال ۸۶۷، دیوارهای روم باستان هنوز پابرجا بودند، اما در حال فرو ریختن و درحال خراب شدن بودند، و ثابت شد که دفاع کمی در برابر نورثامبریایی‌های مهاجم دارند. 

### تهاجم وایکینگ‌ها
حملات وایکینگ‌ها علیه بریتانیا از قرن هشتم آغاز شده بود، اما از دهه ۸۶۰ بود که ارتش وایکینگ‌ها به قصد تسخیر سرزمین‌ها شکل گرفت.  در سال ۸۶۵ ارتش وایکینگ‌ها در شرق آنگلیا فرود آمد و حمله ای را آغاز کرد که منجر به ایجاد پادشاهی دانالا شد.
وایکینگ‌ها به رهبری اوبا و ایوار (که ممکن است همان شخصیت تاریخی عمار باشد) ابتدا یورک را در ۱ نوامبر ۸۶۶ تصرف کردند. انگیزه ظاهری ایوار انتقام مرگ پدرش راگنار لودبروک بود. پادشاهی نورثامبریا در میانه یک جنگ داخلی بود، پس از آن که آلا پادشاه قبلی اوزبرت را به زور بیرون راند. وایکینگ‌ها برای تصرف یورک مشکل چندانی نداشتند، اما نتوانستند آلا را تصرف‌کنند.

## نبرد
در بهار ۸۶۷ آلا و آزبرت اختلافات خود را کنار گذاشتند و در تلاش برای بیرون راندن مهاجمان از نورثامبریا متحد شدند که منجر به نبرد یورک در ۲۱ مارس شد. نبرد به خوبی برای نیروهای نورثامبرین آغاز شد که توانستند دفاع شهر را بشکنند. در این مرحله بود که به دلیل تجربه جنگجویان وایکینگ‌ها و به دلیل خیابان‌های باریک که هر گونه مزیتی از اعدادی را که ممکن است نورثامبریایی‌ها داشته‌اند باطل کند، نبرد با شکست ارتش نورثامبرین و کشته شدن آلا و اوزبرت به پایان رسید. روایتی متفاوت بیان می‌کند که وایکینگ‌ها در زیر دیوارهای یورک، بین مهاجمان و پادگان نورثامبرین یورک گرفتار شده‌اند. با این حال، دانمارکی‌ها گرد هم آمدند و نبرد علیه نورثامبرین‌ها تبدیل شد و منجر به کشته‌شدن هر دو پادشاه آنها شد.
سنت اسکاندیناوی معتقد است که ایوار و اوبا پیروز با هم برادر بودند و آلا را اسیر کردند و متعاقباً او را به صورت عقاب خونین کشتند. در مقابل، کرونیکل آنگلوساکسون به سادگی بیان می‌کند که «هر دو پادشاه درجا کشته‌شدند».

## عواقب

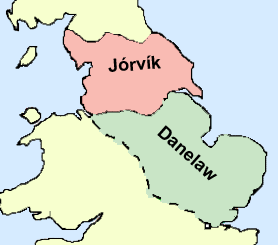
پادشاهی یورویک، در کنار پادشاهی دانلا نشان داده شده‌است

در یورک، رهبران وایکینگ‌ها یک پادشاه دست نشانده به نام اکبرت را پادشاه کردند. این وضعیت تا سال ۸۷۲ باقی ماند، زمانی که یک شورش اگبرت را به تبعید در مرسیا راند. هالفدان راگنارسون از وایکینگ‌ها در سال ۸۷۶ به شورش پایان داد و مستقیماً یورک و بقیه دیرا (جنوب شرقی نورثامبریا) را اشغال کرد و آن را بین پیروان خود تقسیم کرد. با گذشت زمان، این امر منجر به ایجاد پادشاهی یورویک شد، که تا سال ۹۱۰ تحت کنترل وایکینگ‌ها ماند تا زمانی که آنگلوساکسون‌ها آن را تصرف کردند. این پادشاهی از سال ۹۵۴ و از زمانی که تحت حکومت وسکس قرار گرفت، بارها توسط وایکینگ‌ها اشغال شد. هیچ تلاش دیگری در آینده برای ایجاد مجدد پادشاهی نورثامبریا انجام نشد.
قبل از اینکه این منطقه با وسکس ادغام شود، لردهای آنگلوساکسون بازمانده بر نورثامبرلند در شمال رودخانه تی از بامبورگ حکومت کردند.